# San Sebastián Ixcapa
San Sebastián Ixcapa è un comune del Messico, situato nello stato di Oaxaca.